# Wojciech Bochnak
Wojciech Piotr Bochnak (ur. 29 lutego 1976 w Strzelinie) – polski samorządowiec, polityk i działacz piłkarski, w latach 2006–2018 wójt gminy Kondratowice, od 2024 wicemarszałek województwa dolnośląskiego.

## Życiorys
Ukończył Liceum Ogólnokształcące im. Marii Skłodowskiej-Curie w Strzelinie i politologię na Uniwersytecie Śląskiem. Kształcił się podyplomowo z zarządzania w sporcie i na studiach MBA w Wyższej Szkole Bankowej we Wrocławiu. Pełnił funkcję sekretarza powiatu strzelińskiego (1999–2004) i gminy Przeworno (2004–2006). W 2004 wszedł w skład zarządu Dolnośląskiego Związku Piłki Nożnej, został też przewodniczącym komisji ds. współpracy z samorządem terytorialnym Polskiego Związku Piłki Nożnej. W latach 2018–2023 pełnił funkcję wiceprezesa zarządu klubu WKS Śląsk Wrocław.
W 1998 i 2002 wybierany do rady gminy gminy Kondratowice. W 2002 po raz pierwszy wystartował w wyborach na wójta Kondratowic (zajął 3. miejsce na 4 kandydatów). Później wstąpił do Platformy Obywatelskiej. W 2005 i 2023 bez powodzenia ubiegał się o mandat posła z listy tej partii. W 2006, 2010 i 2014 wybierany na wójta Kondratowic (za każdym razem w pierwszej turze). W 2018 nie ubiegał się o reelekcję. W 2006, 2018 i 2024 uzyskiwał mandat radnego Sejmiku Województwa Dolnośląskiego (w 2006 nie złożył ślubowania). 21 maja 2024 wybrany na wicemarszałka tego województwa.

## Życie prywatne
Jest żonaty, ma dwoje dzieci.